# Arongan (Simpang Mamplam)
Arongan is een bestuurslaag in het regentschap Bireuen van de provincie Atjeh, Indonesië. Arongan telt 1592 inwoners (volkstelling 2010).